# كيث سوندرز
كيث سوندرز (بالإنجليزية: Keith Saunders)‏ هو لاعب كرة قدم أمريكية أمريكي، ولد في 23 ديسمبر 1984 في Willingboro Township, New Jersey ‏ في الولايات المتحدة.